# Jordan Waller
Jordan Sebastian Waller (nascido em 1992) é um ator e escritor britânico, conhecido por interpretar Lord Alfred Paget na série de televisão Victoria.

## Infância e educação
Waller nasceu em Bristol e foi criado por três pais lésbicas: sua mãe biológica, Miranda, seu parceiro na época de seu nascimento, Dawn, e seu próximo parceiro, Jayne. É um assunto sobre o qual ele falou e escreveu extensivamente. Como ele foi concebido através dedoação de esperma, ele também promoveu a necessidade de mais homens se tornarem doadores de esperma e atualmente está buscando se tornar um doador de esperma.
Ele foi educado na Bristol Grammar School, uma escola independente, após a qual estudou francês na Universidade de Oxford. Ele foi membro da Oxford University Dramatic Society (OUDS), onde apareceu em The Picture of Dorian Gray, Betrayal, Dead Funny, Much Ado About Nothing e Twelfth Night.

## Carreira
Em fevereiro de 2019, ele estreou seu show solo " the D Word " no Vault Festival sobre sua criação não convencional como filho doador de esperma de pais lésbicas, a morte de uma de suas mães e sua busca por seu pai biológico. The D Word mudou para Son of Dyke para sua exibição no festival de Edimburgo naquele mesmo ano.

## Vida pessoal
Waller é abertamente gay.

## Filmografia

### Filmes
| Ano  | Título            | Função             | Notas    |
| ---- | ----------------- | ------------------ | -------- |
| 2016 | Love & Friendship | Edward             |          |
| 2017 | Darkest Hour      | Randolph Churchill |          |
| 2019 | Two Heads Creek   | normando           | escritor |
| 2019 | Off the Rails     | DJ espanhol        | escritor |

### Televisão
| Ano             | Título   | Função            | Notas                                            |
| --------------- | -------- | ----------------- | ------------------------------------------------ |
| 2016 – presente | Victoria | Lord Alfred Paget | série recorrente 1, série principal 2 - presente |